# Jean Dikoto Mandengue
Jean Dikoto Mandengue, dit Jeannot Karl, est un bassiste, chanteur, auteur, compositeur et producteur camerounais né le 19 août 1943 à Douala. Consacré le maître de la walking bass pour y avoir inséré sa touche personnelle et revolutionnaire, il est considéré comme l'un des bassistes africains les plus influents du monde. Patriarche et precurseur de la basse camerounaise, Il est le devancier et l'inspirateur de toute une génération de bassistes camerounais, à l'instar de Étienne Mbappe, Richard Bona, Les frères Armand et Roger Sabal-Lecco, Hilaire Penda et bien d'autres.

## Biographie

### Enfance et débuts
Jean Dikoto Mandengue passe son enfance à Douala, au quartier Akwa. Son père est militaire dans l'armée française et un grand danseur d'Ambassi.-Bay . Il fait ses études primaires à L' École Principale d'Akwa, où il est camarade avec Eboa Lotin, plus-tard son ami intime. Il poursuit ensuite au Centre de Formation Professionnelle Ouvrière (Cpfo) de Douala. Passionné de boxe, il s'entraîne avec son copain Joseph Bessala au Club Ring du rail à Douala. Ressurgissante, sa passion pour la musique prend le dessus; c'est sous l'influence de son père, son model, que naît l'envie de faire la musique. Le décès de celui-ci lui laisse un vide artistique, car il aurait pleinement appris de lui; il se sert néanmoins de la guitare de son père pour entretenir sa passion et s'y initie en écoutant des musiques populaires étrangères. Plus tard, il se fabrique une guitare de fortune avec du bois et des rayons de roue de vélos. Autant que possible, il est admis à faire le boeuf avec l'orchestre Ambiance Jazz, un groupe du Akwa, de Kingue Paul Ebeni, qui a la particularité de recevoir des groupes zaïrois, mais n'a à disposition qu'une guitare électrique que seuls les privilégiés ont le droit de jouer. Tout ceci donne au jeune Dikoto Mandengue, tout sorti de son adolescence, l'envie de s'expatrier.

#### Le Ry-Co Jazz
Le périple de Jean Dikoto Mandengue, tout juste après l'indépendance du Cameroun, l'emmène d'abord à Abidjan, en Côte d'Ivoire, et ensuite au Libéria où il rencontre le Ry-Co Jazz, groupe zaïrois, venu en tournée. Très influencé par des rythmes venus du Zaïre, il intègre à tout juste 15 ans le Ry-Co Jazz et, avec le groupe, s'installe en Côte d'Ivoire. Plusieurs chansons à succès naissent de cette collaboration, telles que "Koumbele", "Habiba Moussa", etc.

### En France
Jean Dikoto Mandengue quitte le Ry-Co Jazz pour la France. Arrivé par bateau, en 1960, c'est à Marseille qu'il dépose d'abord ses valises. Quelques mois plus-tard, il s'en va pour Paris. A son arrivée, ne sachant où aller, il sollicite de l'aide à la Maison des Étudiants Congolais (Mec). La communauté estudiantine l'accueille, l'adopte et, ayant appris qu'il est un ancien membre du groupe Ry-Co Jazz, l'intègre dans leur orchestre.

#### Guitariste de Manu Dibango

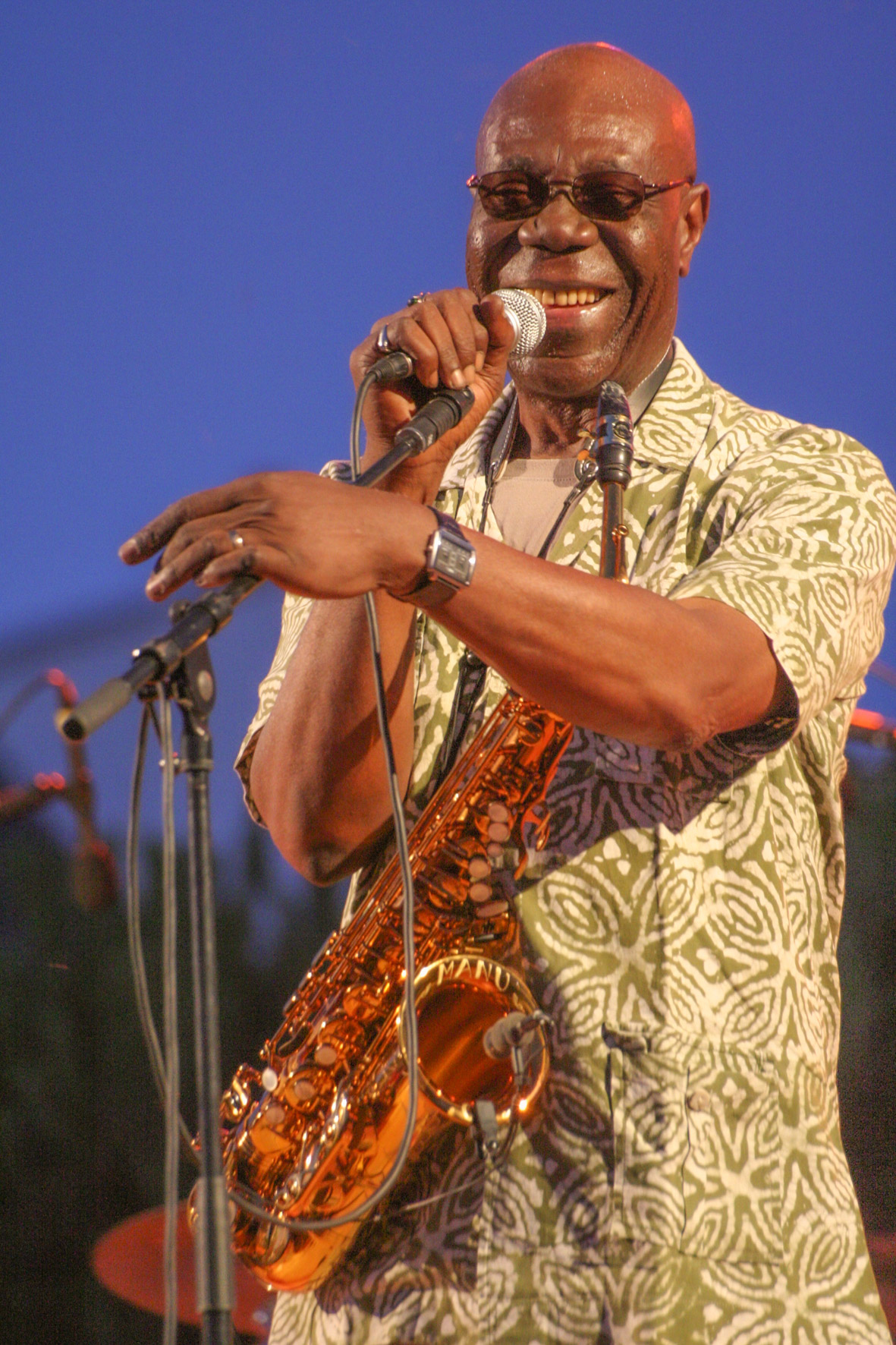
Manu Dibango

Jean Dikoto Mandengue commence à faire parler de lui. Peu de temps après, il reçoit un appel téléphonique de Jean-Paul Soppo Priso, le manager de Manu Dibango, pour une rencontre. Parti en métro, il s'égare et arrive une heure après le rendez-vous. Ses hôtes, y compris Manu Dibango, le raillent. Il intègre malgré tout et finalement le groupe du célèbre saxophoniste comme guitariste. Avec son jeu de guitare, les prestations dans son nouveau groupe connaissent un succès dans plusieurs cabarets parisiens, notamment la Bohème de Montparnasse et le Jerk Club. Au regard des prestations de Jean Dikoto Mandengue, voyant une meilleure possibilité d'expression du talent de celui-ci, Manu Dibango propose à son poulain de s'essayer dans la contrebasse. Dikoto Mandengue s'y met, bien que n'ayant jamais joué à cet instrument. C'est ainsi que le guitariste d'alors devient désormais bassiste.

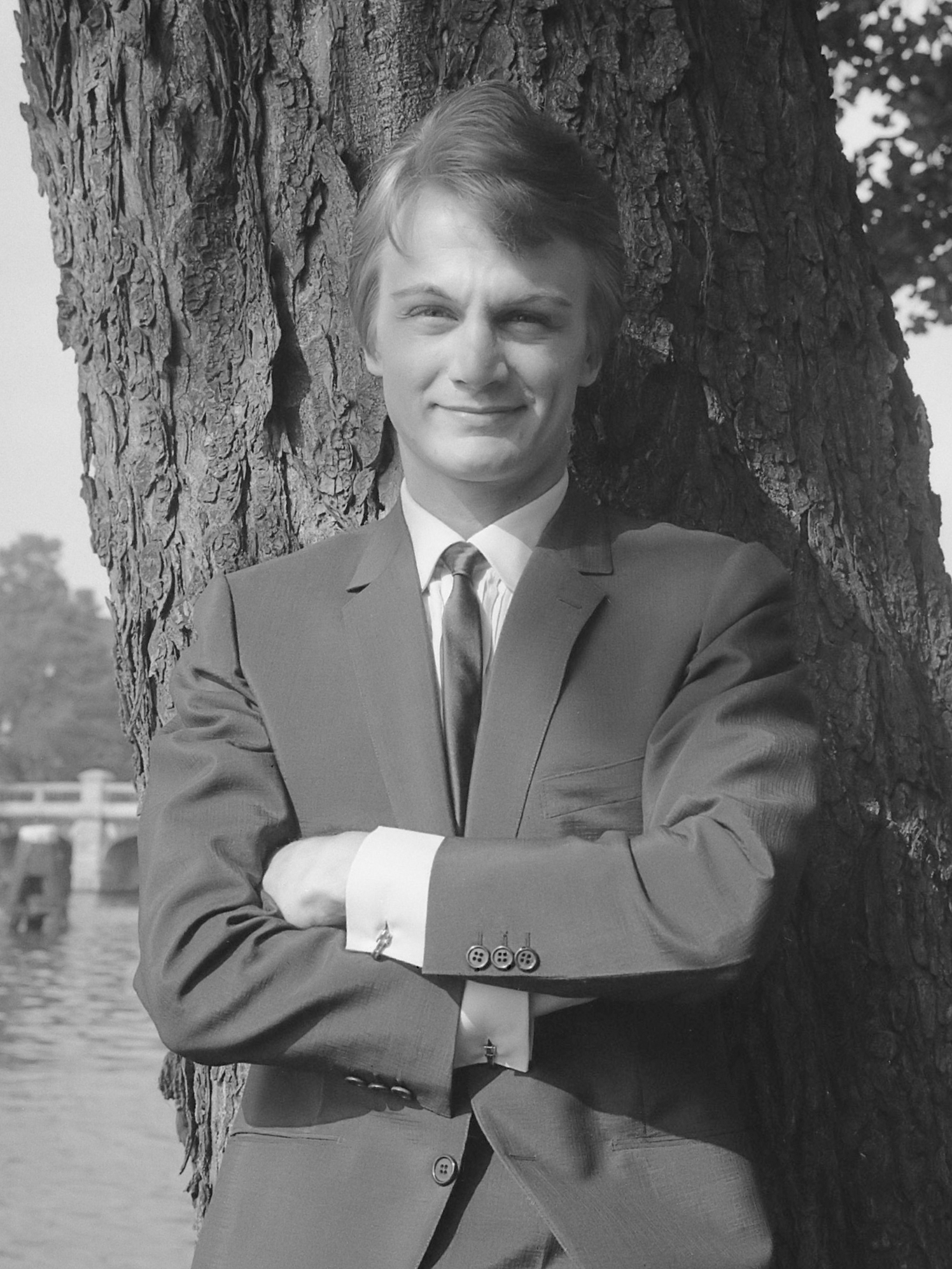
Claude François

#### Bassiste de Claude François
En soirée de prestation avec Manu Dibango et le groupe au cabaret la Bohème à Montmartre, a Paris, il reçoit un mot du collaborateur de Claude François, dont il prend connaissance après la prestation. Le contenu du mot est une invitation de "Les Disques Flèches", le label discographique de Claude François, à une audition de bassistes en son siège. Le lendemain, tout serein, le néo-bassiste se rend au 122 boulevard Exelmans, dans le 16ème arrondissement de Paris. C'est devant René Urtreger, pianiste et chef d'orchestre du groupe de Claude François que l'audition se tient, et c'est sur le premier succès de l'idole des jeunes, Belle ! Belle ! Belle !, que Dikoto Mandengue doit poser sa basse. D'un jeu de basse exceptionnel, il reçoit les ovations de toute l'assistance, y compris de Claude François, qui de loin l'entend jouer. Dikoto Mandengue devient donc l'un des rares africains, sinon le premier à jouer avec Claude François. Par ailleurs, le jeune bassiste est inscrit au cours du soir en mécanographie, et plus tard laisse tomber ses études à la suite de l'opportunité de faire partie de l'univers Cloclo.
La collaboration entre Claude François et Jean Dikoto Mandengue dure sept ans. Des spectacles de variété française à l'américaine sont des prestations de Cloclo dont le bassiste fait partie, et dans cet élément, il fait le tour du monde. De cette collaboration, il expérimente la rigueur dans le travail et l'humour de Claude François.

### Osibisa

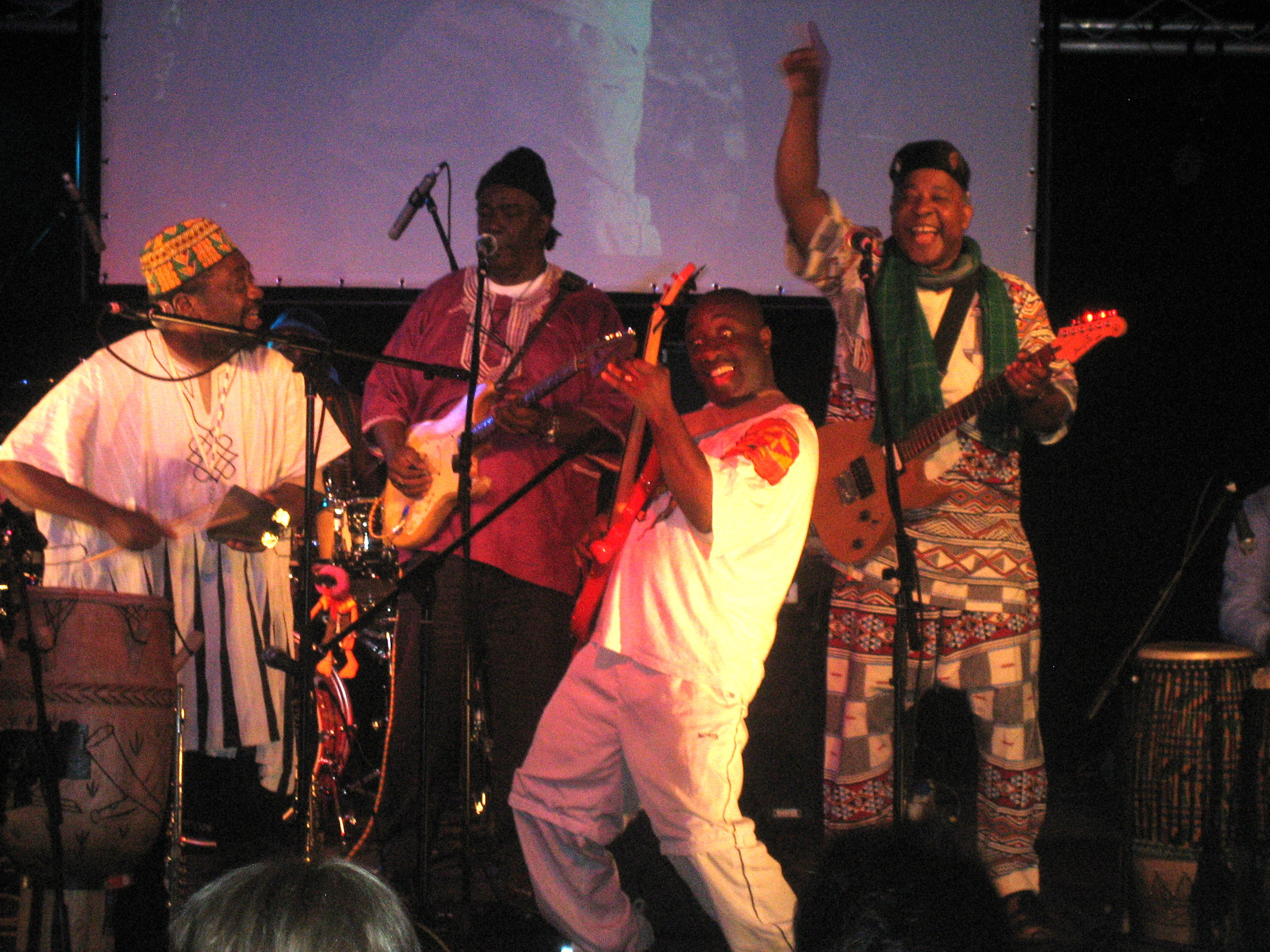
Osibisa en 2008.

En 1973, la maison de production Warner Bros arrive à Paris rencontrer Jean Dikoto Mandengue, afin qu'il intègre Osibisa, groupe qu'elle produit et l'un des meilleurs d'afro-rock de cette époque, établi en Grande-Bretagne. Le bassiste camerounais signe un gros contrat, l'un des plus gros signé par un groupe africain jamais égalé. Avec son talent indéniable à la basse, il compose les plus grands tubes de son nouveau groupe, dont "Sunshine Day" et "Fire", qui lui vaut en 1977 le titre de meilleur bassiste du monde par le magazine Melody Maker. Le groupe africain côtoie les grandes scènes du monde: le Madison Square Garden et l'Apollo Theater à New-York et l'Olympia à Paris. De plus, le groupe à la haute reconnaissance de la Reine d'Angleterre Elisabeth II, qui le reçoit dans sa résidence. Jean Dikoto Mandengue évolue pendant trois ans de façon permanente avec Osibisa. Il va ensuite aux États-Unis se perfectionner et n'est présent dans le groupe que pour des tournées et concerts importants. La rupture n'a jamais été définitive.

### Aux États-Unis

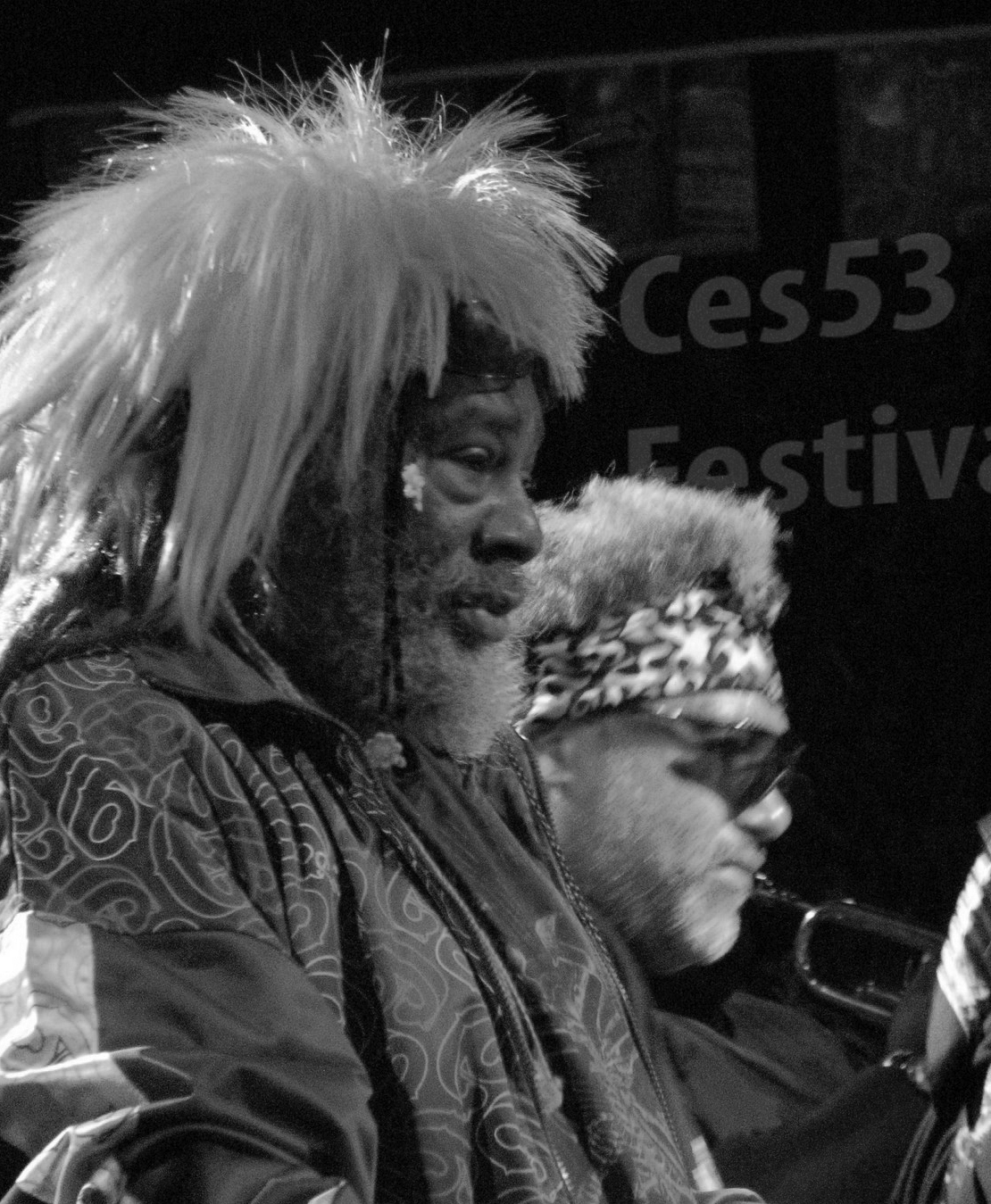
George Clinton

En 1975, sur une bonne lancée avec Osibisa, Jean Dikoto Mandengue profite d'une tournée aux États-Unis pour s'y installer. Très vite, il s'établit et s'impose comme musicien de studio. Il fait des rencontres déterminantes qui sont un plus à sa pratique de la basse: le Parliement Funkadelic de George Clinton, ou encore le batteur Ramon Tikki Fulwood. Ces  rencontres pour Dikoto Mandengue contribuent considérablement à sa meilleure pratique du style funk.

### Autres collaborations

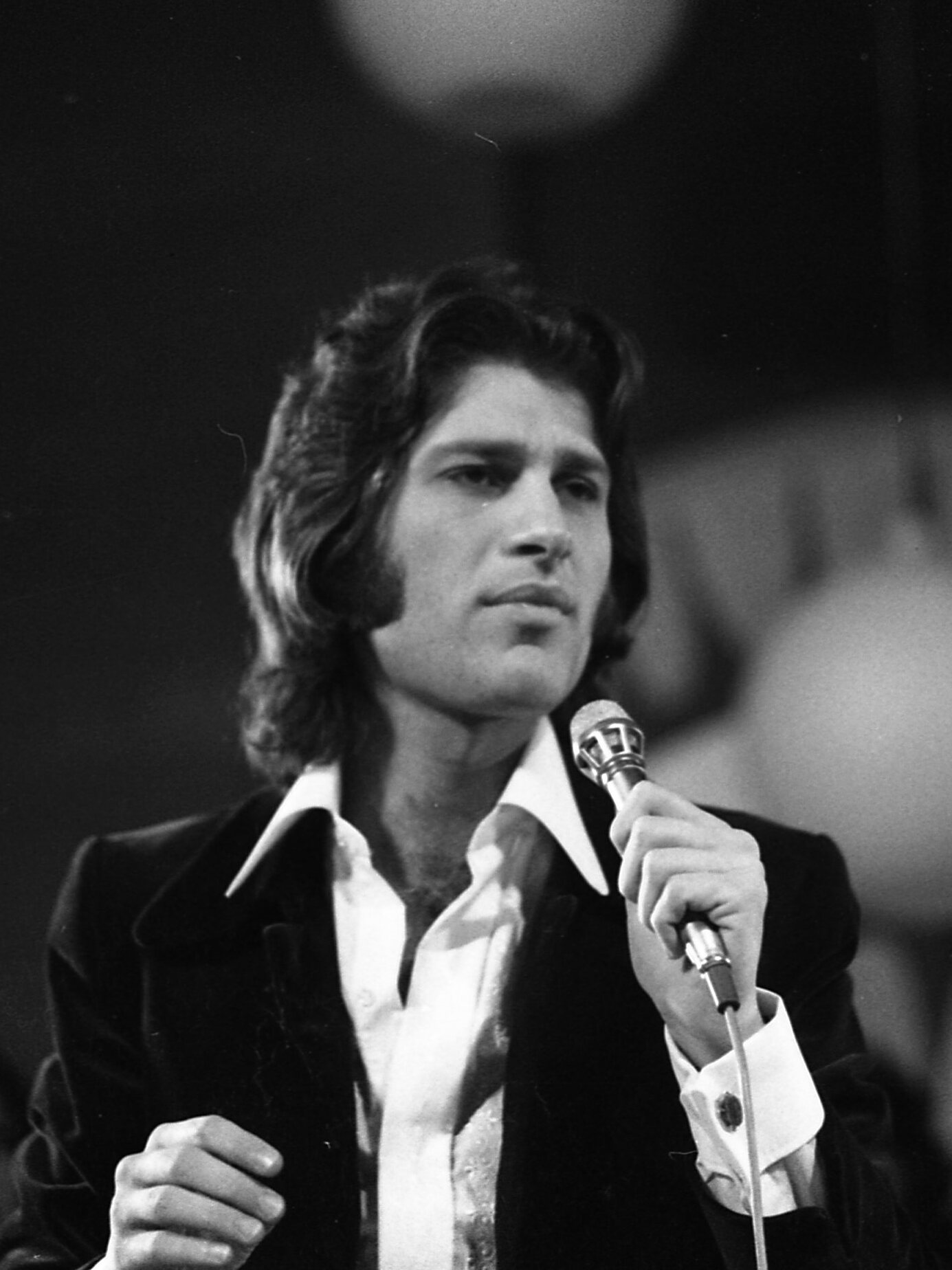
Mike Brant.

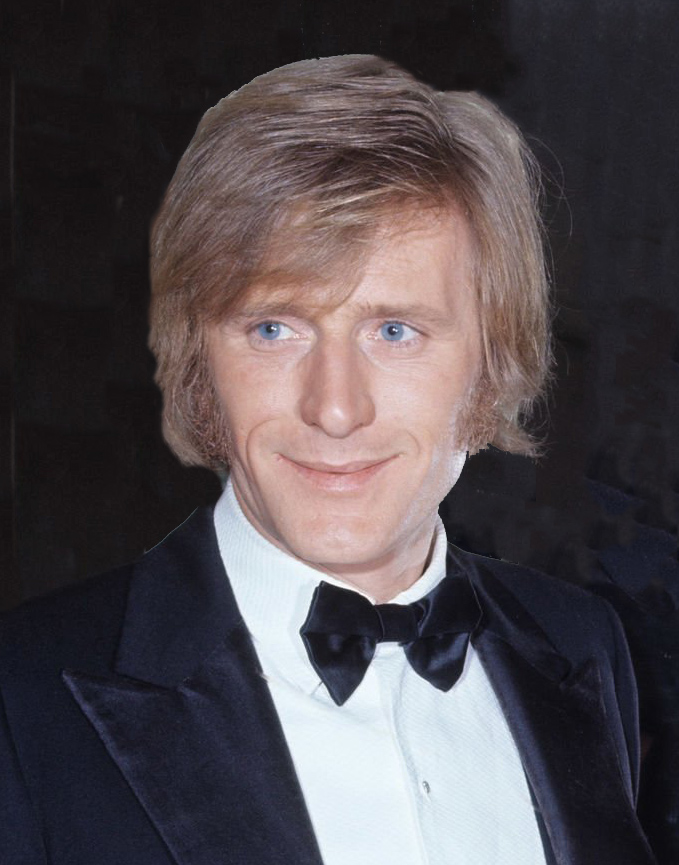
Nino Ferrer, 1970.

Aux côtés de Claude François, Jean Dikoto Mandengue croît en notoriété dans l'univers musical français. Il pose ainsi sa basse dans plusieurs orchestres de célebres artistes français : Mike Brant, Alain Chamfort, Patrick Topaloff, Nino Ferrer, etc. Conquis par la touche magique du bassiste camerounais, Nino Ferrer va à sa rencontre à Londres et veut l'engager définitivement dans son orchestre; ce qui ne sera possible, car celui-ci fait déjà parti du groupe londonien Osibisa.
Jean Dikoto Mandengue collabore également avec plusieurs artistes dans l'arrangement: le premier 45 tours d'Eboa Lotin dans les chansons "bessombe", "matumba", "Martine", "ngon a mutato", "muniengue ba ngando" etc. ; en 1972, c'est dans le 45 tours d'Ekambi Brillant, "ngand'a ba iyo" que le bassiste intervient ; ses lignes de basse sont également dans quelques titres de l'album "best of de Manu Dibango" et dans "epapala", titre célèbre de Ndedi Dibango. Plusieurs autres artistes camerounais ont bénéficié de sa basse.
En quête de production d'un album solo, Jean Dikoto Mandengue signe avec Philips; et en plus d'être artiste de studio, la maison de production l'engage pour dénicher des talents africains sus évoqués et bien d'autres.

## Albums
À la suite du succès d'Eboa Lotin avec sa chanson "bessombe", Jean Dikoto Mandengue ambitionne mener une carrière solo. Seulement, sous contrat avec Warner Bros, l'ambition se délite. C'est alors sous "JK Mandengue" et "Jeannot Karl" qu'il comet ses disques.
Jean Dikoto Mandengue sort son premier 45 tours en 1973, avec pour titres "Songo a  Esélé" et "Ba ndolo basu", sous les éditions Philips. Il intègre le club des africains, l'un des premiers, à signer avec la grande compagnie de production.
Plus-tard, Dikoto Mandengue sort deux albums éponymes, "JK Mandengue", en 1977 et 1979. Les albums sont travaillés en France, produits et arrangés par Slim Pezin. Entre les deux albums éponymes l'on note des single à succès tels que "Muna muniengue", "Sunday afternoon" et "Mathilde".
Plus-tard encore, Dikoto Mandengue sort encore deux albums éponymes, "Dikoto Mandengue" en 1980 et "Dikoto" en 1983.
En 1989, Dikoto Mandengue sort "cherche encore".
En 2000, Dikoto Mandengue marque son retour en enregistrant aux États-Unis l'album "put your gun down", avec une dominance du style jazz.
En 2006, Dikoto Mandengue sort "les retrouvailles". L'album se constitue de reprises des titres à succès, et marque aussi le retour de l'artiste à la guitare, son premier instrument. Un an plus tard, en 2007, il traduit le retour aux racines africaines sur son album "back to the roots".
Les thèmes généralement abordés par l'artiste dans ses chansons sont l'amour, la liberté, le football ou le racisme.

## Style musical
Jean Dikoto Mandengue modernise le jeu de basse en révolutionnant la walking bass, avec un ajout de touche personnelle de mixture du rythme Makossa et de Rn'B.

## Famille
Jean Dikoto Mandengue est marié à une néerlandaise nommée Maya et père de six enfants.
Bien avant, le bassiste est en couple avec une femme avec qui il a ses deux premiers enfants, les jumeaux Dikoto et Endallé. Elle décède sous ses yeux de suite d'un accident de circulation, dans lequel se trouvent leurs jumeaux. À la suite d'une disposition de la loi néerlandaise, Dikoto Mandengue ne bénéficie pas de la garde de ses enfants, qui sont mis sous-assistance publique. Face à l'évidence, le bassiste met sa carrière en parenthèse pour s'occuper de ses enfants avec le soutien de Maya, sa compagne actuelle. Le père attentionné remplit pleinement sa mission. Dans son album "back to the roots", Dikoto Mandengue dédie la chanson "na selele" à sa première compagne disparue tragiquement.

## Hommages et distinction
En 2013, le magazine Forbes classe Jean Dikoto Mandengue dans le top 10 des bassistes africains les plus influents du monde.
En 1977, le magazine anglais Melody Maker fait de lui le meilleur bassiste du monde, devant les grosses pointures comme Jaco Pastorius du Weather Report, le meilleur groupe de jazz fusion de tous les temps.
Jean Dikoto Mandengue est honoré à Douala, sa ville natale, qui fait de lui Citoyen d'honneur.

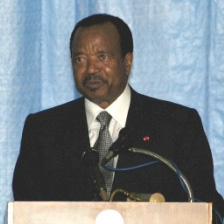
Paul Biya

Le 4 septembre 2018, Jean Dikoto Mandengue est élevé au grade de Chevalier de l'Ordre et de la valeur par le Président de la République Paul Biya.

## Anecdotes

### Fort lien d'amitié avec Eboa Lotin
Jean Dikoto Mandengue et Eboa Lotin font connaissance à l'école principale d'Akwa en tant que camarade de classe, durant leur enfance. Tout commence par l'emprunt d'une somme de cinq Francs de Dikoto Mandengue à son camarade Eboa Lotin. Mettant long à solder sa dette, le jeune débiteur tourne en dérision les insistances de son créancier. Le jeune Eboa Lotin, courroucé par cet état de chose, un jour de classe à la récréation, lance un ultimatum à son camarade, exigeant son dû. A la sortie des classes, c'est sur une course folle que le jeune Dikoto Mandengue essaie de semer son créancier ; à l'aide d'une bicyclette, Eboa Lotin se lance aussitôt à la poursuite du débiteur. Pour définitivement s'échapper, Dikoto Mandengue prend de divers pistes et fait des bifurcations. Seulement, l'opiniâtreté et l'agilité d'Eboa Lotin empêchent au fugitif de le semer, au point où ledit fugitif se demande si poursuivant est doté de pouvoirs mystiques et comment un handicapé peut agilement pédaler. Le jeune Dikoto Mandengue arrive au domicile familial épuisé et ses vêtements imbibés de sueur ; malheureusement encore, comme par enchantement, c'est un Eboa Lotin attentiste assis sur sa bicyclette qu'il croise. Pris de peur, Dikoto Mandengue se glisse discrètement à l'intérieur du domicile familiale et se cache sous le lit. C'est alors qu'Eboa Lotin vient à la rencontre des parents de Dikoto Mandengue et expose le problème. Très irritée, la mère de Dikoto Mandengue va déloger celui-ci de sa cachette, le réprimande longuement et rembourse la dette de cinq Francs d'Eboa Lotin que devait son fils. Cet épisode rapproche les deux jeunes gens qui deviennent plus tard les meilleurs amis.

### "Hot chickens": une inspiration de "from Congo"

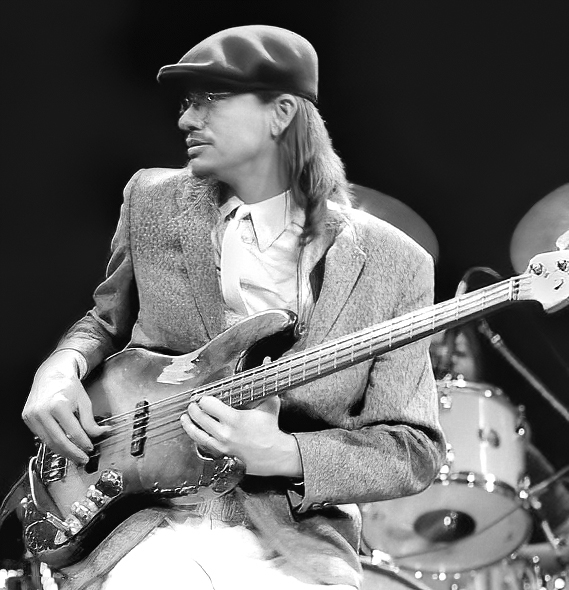
Jaco Pastorius

Après un spectacle de Jean Dikoto Mandengue, Jaco Pastorius va à la rencontre de celui-ci dans sa loge. Toute la nuit, il échange sur les techniques de jeux de basse ; le bassiste camerounais illustre longuement en jouant la chanson "from Congo" de Manu Dibango qu'il a écrite et jouée de la basse. Après cette rencontre, Jaco Pastorius sort un disque avec un morceau titré "hot chickens", dont les lignes de basse sont étrangement ressemblante à celle de "from Congo".

### La Fender Bass Music Man

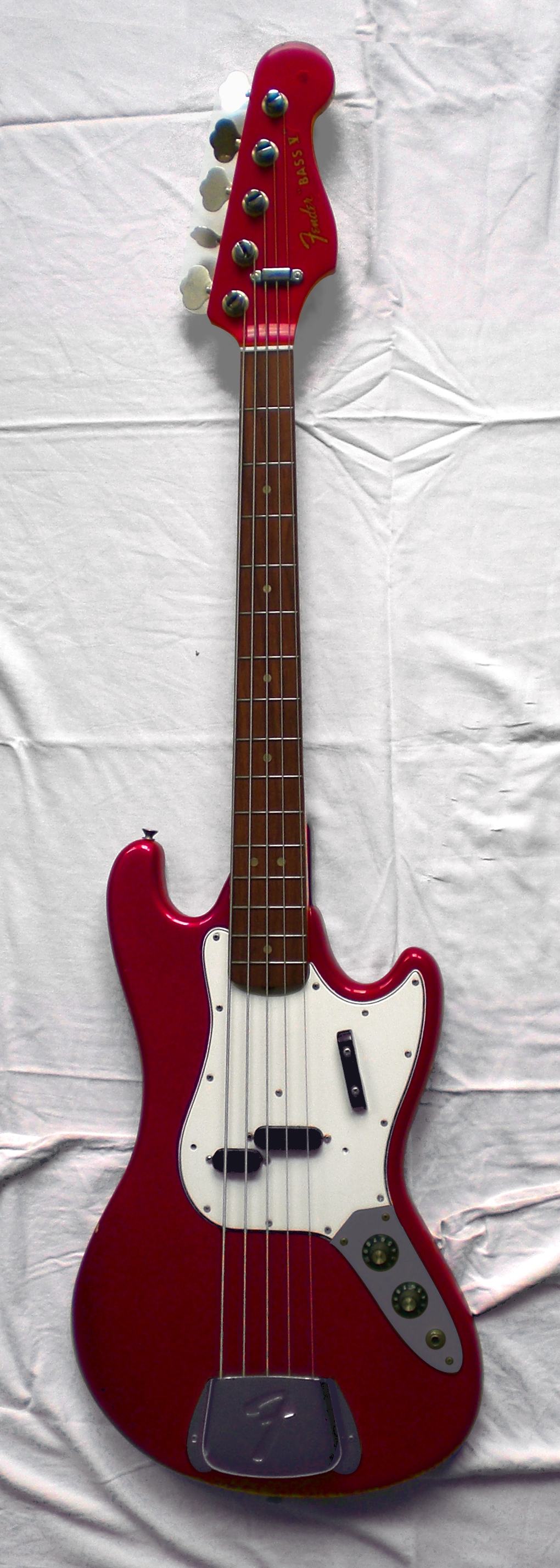
la Fender Bass

Lors d'un de ses voyages aux États-Unis, en 1980, Jean Dikoto Mandengue va dans un magasin s'offrir une basse de la même gamme que la sienne, la Fender Bass Music Man. Au vu de la valeur de l'engin de l'artiste, le vendeur lui propose plutôt de l'échanger contre sa même gamme de bass, car à l'époque, sa production est très limitée à cause du coût élevé de fabrication et dont la maison de fabrication Fender a dû interrompre sa production pour reprendre une vingtaine d'années plus tard. C'est ce modèle qu'utilise par le bassiste américain Louis Johnson pour la production de certains tubes de Michael Jackson.

## Discographie
- 1973: Songo a  Esélé/Ba ndolo basu, Philips
- 1977: JK Mandengue
- 1979: JK Mandengue
- 1980: Dikoto Mandengue
- 1983: Dikoto
- 1989: cherche encore
- 2000: put your gun down
- 2006: les retrouvailles
- 2007: back to the roots

## Sources et références
1. 1 2 3 4 5 6 7 8 9 10 11 12 13 14 15 16 17 18 19 20  Cathy Yogo, « Jean Dikoto Mandengue, le maître de la »walking bass » », 19 août 2022 (consulté le 19 août 2024)
2. ↑  « Jean Dikoto Mandengue célèbre ses "retrouvailles" », sur ct2015.cameroon-tribune.cm (consulté le 21 août 2024)
3. 1 2  Prince De Bangoua, « Jean Dikoto Mandengue : « Je suis le patriarche et le précurseur de la Basse camerounaise » », sur Culturebene, 5 novembre 2013 (consulté le 22 septembre 2024)
4. 1 2 3 4 5 6  Nago Seck, « Jean-Karl Dikoto Mandengue », sur Afrisson, 7 mai 2007 (consulté le 19 août 2024)
5. 1 2  steph, « Eboa Lotin et Jean Dikoto Mandengué : une amitié éternelle », sur Agenda Culturel du Cameroun, 6 octobre 2020 (consulté le 28 août 2024)
6. 1 2 3 4  « http://www.peuplesawa.com/ », sur www.peuplesawa.com (consulté le 21 août 2024)
7. ↑  237online, « Dikoto Mandengue, toujours d'attaque », sur 237online.com, 27 janvier 2010 (consulté le 22 septembre 2024)
8. 1 2 3 4  (en) Metason, « Jean-Karl Dikoto Mandengue », sur ArtistInfo (consulté le 22 août 2024)
9. ↑  Nago Seck, « Dikoto Mandengué », sur Afrisson, 16 août 2007 (consulté le 19 août 2024)
10. ↑  Le Cabinet Civil de la Présidence de la République du Cameroun, « Le nouveau septennat - l'ère des Grandes Opportunités », Le Temps des Réalisations, no 54,‎ décembre 2018, p. 50 (www.prc.cm [PDF], consulté le 28 août 2024)